# إيفان بيترياك
إيفان بيترياك (بالأوكرانية: Іван Євгенович Петряк) هو لاعب كرة قدم أوكراني في مركز الوسط ولد في يوم 13 مارس 1994 في مدينة سميلا في أوكرانيا، يلعب حالياً مع نادي شاختار دونتسك وسبق له اللعب مع نادي زوريا لوهانسك، في سنة 2016 بدأ باللعب مع منتخب أوكرانيا لكرة القدم ويبلغ طوله 171 سم.

## روابط خارجية
- إيفان بيترياك على موقع الاتحاد الأوربي (الإنجليزية)
- إيفان بيترياك على موقع اتحاد أوكرانيا (الإنجليزية)
- إيفان بيترياك على موقع قاعدة بيانات كرة القدم.إي يو (الإنجليزية)
- إيفان بيترياك على موقع ناشيونال فوتبول تيمز (الإنجليزية)
- إيفان بيترياك على موقع Soccerway.com (الإنجليزية)
- إيفان بيترياك على موقع عالم كرة القدم.نت (الإنجليزية)
- إيفان بيترياك على موقع AS.com (الإسبانية)